# Martin II Vahl
Martin II Vahl (15 de abril de 1869 - 11 de julio de 1946) fue un geógrafo, botánico, pteridólogo, micólogo danés. Es considerado uno de los geógrafos de liderazgo de la primera mitad del siglo XX.
Estudió inicialmente teología, pero a los 31 años de edad, obtuvo un grado escolar con honores en historia natural y geografía. En su estudio publicado el calentamiento "Planta Society'and calentamiento para convertirse en el profesor universitario que tuvo la mayor influencia en su vida laboral.

## Algunas publicaciones
- Martin Vahl og C.C.Christensen: Danmark, Land og Folk; København 1903
- Martin Vahl: Madeiras Vegetation; (disputats) København 1904
- Martin Vahl: "Bemærkninger angaaende Lufttemperaturens Anvendelighed i plantegeografiske og zoogeografiske Undersøgelser" (Meddelelser fra Dansk Geologisk Forening, nr. 12; 1906)
- Martin Vahl: "Zones biochores géographique" (Oversigt over Det Kongelige Danske Videnskabernes Selskabs Forhandlinger, nr. 4; 1911)
- Martin Vahl: "Les types biologiques formations végétales de la Scandinavic" (Oversigt over Det Kongelige Danske Videnskabernes Selskabs Forhandlinger; 1911)
- Martin Vahl: "Klimaet i tidligere Jordperioder" (Naturens Verden; 1925)
- Martin Vahl og G. Hatt: Jorden og Menneskelivet; I-IV; København 1922-1927
- Martin Vahl: "De geografiske Provinser i Danmark og nogle geografiske Forhold indenfor disses Rammer" (Svensk geografisk Årsbok 1942)

- La abreviatura «M.Vahl» se emplea para indicar a Martin II Vahl como autoridad en la descripción y clasificación científica de los vegetales.[1]